# Spoed (seizoen 2)
Reeks 2 van Spoed werd voor de eerste keer uitgezonden tussen 28 augustus 2000 en 11 december 2000. De reeks telt 16 afleveringen.

## Hoofdcast
- Leo Madder (Luc Gijsbrecht)
- Truus Druyts (Barbara Dufour)
- Wim Van de Velde (Jos Blijlevens)
- Anke Helsen (Vanessa Meurant)
- Rudy Morren (Cisse De Groot)
- Arlette Sterckx (Lies Weemaes)
- Wim Stevens (Kristof Welvis)
- Herbert Bruynseels (Koenraad De Koninck)
- Gert Lahousse (Bob Verly)
- Mireille Leveque (Anneke Wiels)

## Vaste gastacteurs
(Personages die door de reeksen heen meerdere keren opduiken)
- Anneke De Keersmaeker (Fien Aerts)
- Jos Dom (André Maenhout)
- Monika Dumon (Jeannine Somers)
- Vicky Florus (Marie Van der Aa)
- Caroline Maes (Iris Van Hamme)
- Thomas Vanderveken (Tom Gijsbrecht)
- Mechtilde van Mechelen (Christine N'Koto)
- John Willaert (Karel Mijs)

## Verhaallijnen
Luc wordt geschorst. De directie stelt dokter Koenraad De Koninck aan als vervanger. Niet iedereen is hier blij mee. Bob en Babs zijn smoorverliefd op elkaar en krijgen een relatie. Paaldanseres Iris Van Hamme blijkt zwanger te zijn van Kristof. Er breekt grote paniek uit wanneer er een aanslag wordt gepleegd met het gevaarlijke saringas. Nadat Cisse ermee in contact is gekomen, knalt hij met zijn ambulance tegen een boom. Ook Luc ervaart de nawerking van het gas en krijgt een hartstilstand. Iedereen is erg overstuur. Verpleegster Fien Aerts maakt haar opwachting op de spoedafdeling. Ze kan meteen rekenen op veel aandacht van Jos en Bob. Babs reageert hier op haar beurt extreem jaloers op. Tijdens het huwelijk van dokter Kristof Welvis en Iris Van Hamme beginnen haar weeën. Ze begint te hyperventileren en krijgt een epileptische aanval. Dokter Christine ‘Cricri’ Nkoto komt het team versterken.

### Seizoensfinale
Luc vertelt het team dat hij met Cricri naar Afrika gaat tijdens Kerstmis. Ze hebben het er niet gemakkelijk. In Gambia heerst een buiktyfusepidemie en op de koop toe wordt hun jeep met medicijnvoorraad overvallen. Vanessa, Lies, Babs en Cisse gebruiken elk vrij moment om een geheimzinnige act voor het personeelsfeestje dat in aantocht is, in te oefenen.